# Mashak-e Sepahdari
Mashak-e Sepahdari (em persa: ماشك سپهداري, também romanizada como Māshak-e Sepahdārī; também conhecida como Māshak, Māshak-e Şafādārī, Māshak-e Tehrānī e Moshak) é uma aldeia do distrito rural de Kurka, situada no distrito central de Astaneh-ye Ashrafiyeh, na província de Gilan, no Irã. Segundo o censo de 2006, sua população era de 396, em 119 famílias.